# Deuteren
Deuteren  é um hamlet no município neerlandês de 's-Hertogenbosch, na província de Brabante do Norte com cerca de 1 330 habitantes (31 de dezembro de 2008, fonte: CBS).

## História
Segundo o historiador do século XIX, A.J. van der Aa, este hamlet foi o local da primeira pregação Reformada na região, em 1566, por Cornelis van Diest. Durante o cerco de 's-Hertogenbosch, em 1629, Deuteren foi a localização do quartel-general (Kwartier van Rees) do coronel Pinsen van der Aa. O hamlet sofreu uma série de prejuízos, em 1757, em decorrência de inundações e do inverno rigoroso.
Anteriormente, o hamlet era dividido em duas partes: Groot-Deuteren (o atual hamlet) e Klein-Deuteren, cerca de um quilômetro a nordeste. Klein-Deuteren ficou reduzido a apenas uma casa, no meio do século XIX; atualmente, um subúrbio de 's-Hertogenbosch ocupa essa área.
Deuteren fez parte do município de Cromvoirt até que o município fundiu-se com Vught, em 1933; nessa ocasião, Deuteren tornou-se parte de 's-Hertogenbosch.